# Dentherona saturni
Dentherona saturni är en snäckart som först beskrevs av Cox 1864.  Dentherona saturni ingår i släktet Dentherona och familjen Charopidae. Inga underarter finns listade i Catalogue of Life.